# Arrondissement Aurich
Das Arrondissement d'Aurich (deutsch: Arrondissement Aurich) war eine von drei Verwaltungseinheiten im Département Ems-Oriental. Das Arrondissement war vom 1. Januar 1811 bis zum 11. April 1814 Teil des Französischen Kaiserreichs.

## Geschichte
Nach der Schlacht bei Jena und Auerstedt (1806) und dem daraufhin erfolgten Frieden von Tilsit (1807) ging Ostfriesland zunächst an Frankreich und wurde im März 1808 an das unter der Regentschaft von Napoleons Bruder Louis Bonaparte stehende Königreich Holland abgetreten. 1810 kam es als Departement Ems-Oriental (Ost-Ems) unmittelbar zum französischen Kaiserreich.
Während der Niederländischen Herrschaft bestanden weiterhin die Regierung sowie die Kriegs- und Domänenkammer als oberste Verwaltungsorgane sowie die zehn Ämter und zwölf Herrlichkeiten als Untergliederung Ostfrieslands. Nachdem das französische Kaiserreich am 9. Juli 1810 das Königreich Holland annektiert hatte, führte es eine Verwaltungsreform durch. Es löste die Ämter und Herrlichkeiten auf. An ihre Stelle traten die Arrondissements. An der Spitze stand jeweils ein Unterpräfekt. Daneben gab es je elf Arrondissementräte. Das Auricher Arrondissement bildeten die Franzosen aus den Städten Aurich und Norden sowie den bisherigen
Ämtern Aurich, Norden und Berum sowie der Herrlichkeit Lütetsburg. Es gliederte sich fortan in die Kantone Aurich, Timmel, Norden und Berum.
Nach der Niederlage Napoleons und dem Zusammenbruch seiner Herrschaft zogen in den Jahren 1813 bis 1815 erneut die Preußen ein. Ostfriesische Soldaten nahmen an den Schlachten von Ligny und Belle-Alliance (Waterloo) teil. Die Hoffnungen, preußisch zu bleiben, wurden jedoch durch den Wiener Kongress 1814/15 enttäuscht. Preußen musste Ostfriesland an das Königreich Hannover abtreten.

## Verwaltungsgliederung
Das Arrondissement Aurich gliederte sich in vier Kantone, die in Mairien (Bürgermeistereien) untergliedert waren:
| Kanton | Mairien (Bürgermeistereien)                               |
| ------ | --------------------------------------------------------- |
| Aurich | Aurich, Engerhafe, Middels, Victorbur, Wiegboldsbur       |
| Berum  | Arle, Baltrum, Dornum, Hage, Lütetsburg, Nesse, Norderney |
| Norden | Norden, Juist, Marienhafe, Norderland                     |
| Timmel | Timmel, Aurich-Oldendorf, Bagband, Hatshausen, Weene      |